# Cheiracanthium poonaense
Cheiracanthium poonaense is een spinnensoort uit de familie Cheiracanthiidae.
De wetenschappelijke naam van de soort werd in 1991 gepubliceerd door Majumder & Benoy Krishna Tikader.